# Vertigo arthuri
Vertigo arthuri é uma espécie de gastrópode da família Vertiginidae.
É endémica dos Estados Unidos da América.